# Галерија Бабка у Ковачици
| Галерија Бабка у Ковачици          |                                      |
|                                    |                                      |
| Изложбени простор Галерије „Бабка” |                                      |
| Врста:                             | Ликовна галерија                     |
| Основана:                          | 1991.                                |
| Седиште:                           | Виноградска 7 · Ковачица Србија      |
| Власник:                           | Павел Бабка                          |
| Структура:                         | - Изложбени простор - Музеј - Збирка |
| Веб презентација                   |                                      |

Галерија „Бабка” у Ковачици један је од неколико изложбених простора и једна од три приватне галерије наивне ликовне уметности војвођанских Словака у Србији. Галерија је основана средином 1991. године са главним циљем њеног оснивача Павела Бабке да афирмише младе генерације ковачичких сликара, и укаже јавности и на друге облике уметничких заната у Ковачици и њеном окружењу.

## Положај
Галерија се налази у улици Виноградска број 7, у наменском простору у градском насељу Ковачица, и истоименој општини у Јужнобанатском округу, у коме је према попису из 2011. живело 6.259 становника. 
Удаљена је 10 km  од Падине, 31 km од Панчева, 55 km од Београда и око 35 km од Зрењанина.

## Статус
Галерија „Бабка” делује по Унесковом принципу Живот људског блага (енгл. Living human treasure), који подразумева бесплатно генерацијско преношење знања и вештина у изради уметничких предмета и сувенира.
Године 2001. године, у оквиру Етно центра Бабка, Галерија је проглашена од стране Унеска за светски центар издавачке делатности о наивном сликарству.

## Историјат
Галерију је као приватни изложбени салон наивног сликарства у Ковачици основао 1991. године, њен власник Павел Бабка. У организацији Бабке и његове галерије слике ковачичке наиве излагане су на следећим изложбама: ЕКСПО 92 Севиља, ЕКСПО 96 Лисабон, ЕКСПО 2000 Хановер, ЕКСПО 2006 Аици - Јапан, у Међународном монетарном фонду у Вашингтону, ОЕБС у Бечу, УНИЦЕФ-у у Женеви, УНЕСКО-у у Паризу итд.
Дела ковачичких сликара су 2007 године у организацији ове галерије излагана у Бриселу, Страсбуру и Токију. 
У дугорочне пројекте Галерије „Бабка” спада и настојање да се ковачичко наивно сликарство уврсти у програме УНЕСКО-а.

## Радно време
Радно време Галерије је; сваким даном од 08 до 16 часова.

## Монографије и друга издања Галерије
- Zuzana Chalupová, Galeria Babka, Martyn 1994.
- PROJECT Ethno centre Babka Kovačica. - [Kovačica : Galerija Babka, s.a.] ([Beograd] : ZIN). – 1 presavijen list ([12] str.)
- MILORADOVIĆ, Bole. Kresby Zuzana Chalupová, Martin Jonáš, Eva Husárikova, Ján Husárik, Ján Glozik, Pavel Hajko. – Kovačica : Galéria Babka, [s.a.] (Beograd : ZIN]. – 32 str
- Ján Glózik [text Jarmila Ćendićova ; design & foto Anton Fiala ; zodpovedný redaktor Pavel Babka]. – Kovačica : Galeria Babka, [s.a.] ([s.l. : s.n.]). – 1 presavijen list ([6] str.) : 21 cm.